# Virgil Bercea
Virgil Bercea (ur. 9 grudnia 1957 w Habic) – rumuński duchowny katolicki rytu bizantyjskiego, biskup eparchii Oradea Mare od 1997.

## Życiorys
9 grudnia 1982 otrzymał święcenia kapłańskie.

## Episkopat
Rumuńskiego Kościoła Greckokatolickiego wybrał go na biskupa pomocniczego archieparchii Fogaraszu i Alba Iulia.
20 lipca 1994 papież Jan Paweł II zatwierdził ten wybór i wyznaczył mu stolicę tytularną Pupiana. Sakry biskupiej udzielił mu 8 września 1994 arcybiskup większy Lucian Mureșan.
6 listopada 1996 papież zatwierdził jego wybór na biskupa koadiutora eparchii Oradea Mare.
W latach 2012–2015 był wiceprzewodniczącym COMECE.